# Renaissance Kingdoms
Renaissance Kingdoms je prosta spletna MMORPG igra, ki poteka v okolju Zahodne Evrope v poznem srednjem veku. Igralec igra prišleka v nekem zakotnem mestecu v celinski Evropi ali v Veliki Britaniji, odvisno od igralčeve izbire, z nalogo, da se povzpne in polasti oblasti ter vodi na tisoče igralcev. Izbira med več potmi oz. karierami. Igralec se lahko odloči za religiozno pot, kjer postane cerkveni pripravnik in se poskuša povzpeti po cerkveni hierarhiji; lahko pa izbere poklic trgovca, kjer potuje po deželi, poklic vojaka ali pa obcestnega roparja.